# Jurij Jermakow
Jurij Wolodymyrowytsch Jermakow (ukrainisch Юрій Володимирович Єрмаков, wiss. Transliteration Jurij Volodymyrovyč Jermakov; * 3. September 1970 in Makijiwka, Ukrainische SSR) ist ein ehemaliger ukrainischer Turner.

## Erfolge
Jurij Jermakow gewann 1994 bei den Weltmeisterschaften in Dortmund im Mannschaftsmehrkampf die Bronzemedaille. Zwei Jahre darauf nahm er an den Olympischen Spielen in Atlanta teil. Im Einzelmehrkampf belegte er in der Qualifikation Rang 100 und verpasste auch an allen Einzelgeräten die Finalqualifikation deutlich. Am Boden erreichte er Rang 97, am Reck Rang 46, am Barren Rang 22, am Pauschenpferd Rang 34 und an den Ringen Rang 99. Sein größter Erfolg gelang Jermakow schließlich im Mannschaftsmehrkampf. Mit Wolodymyr Schamenko, Ihor Korobtschinskyj, Hryhorij Missjutin, Oleh Kossjak, Rustam Scharipow und Oleksandr Switlytschnyj erzielte er mit insgesamt 571,541 Punkten das drittbeste Ergebnis hinter der russischen Turnriege und der Mannschaft aus China, womit die Ukrainer mit einem Vorsprung von nur 0,2 Punkten vor der viertplatzierten belarussischen Mannschaft die Bronzemedaille gewannen.